# Ekornes
Ekornes est un producteur de meubles norvégien originaire de Sykkylven dans le comté (fylke) du Møre og Romsdal. Sa marque la plus réputée est Stressless.

## Chronologie
En 1934, L'entreprise Ekornes est fondée. En 1971, Ekornes fonde Stressless et commence à produire des fauteuils en Norvège, bénéficiant d'un système d'inclinaison vers l'arrière et d'un mécanisme coulissant breveté puis, vers 1981, d'un piètement en bois. La commercialisation de ce produit commence en 1980, quand un réseau de distributeurs indépendants est établi.
En 1989, la filiale d'Ekornes pour l'Europe du Sud est fondée Un système de fauteuil à positionnement variable afin de maintenir la nuque et les lombaires est adopté en 1991. En 1993 Stressless développe une gamme de canapés inclinables similaires aux fauteuils, avec une position propice au sommeil en 1999
L'usine Ekornes (Norvège) augmente sa superficie de 30 000 m2 en 2004. La même année, le nouveau logo de Stressless fait son apparition.
En 2005, la marque est distribuée dans 35 pays avec plus de 2600 revendeurs. En 2012, Ekornes lance son offre de Home Cinéma
En 2014 : Le groupe acquiert IMG et ouverture du second Stressless Store à Paris.

## Produits
Ekornes produit et vend par sa marque Stressless des fauteuils et de canapés.   
Les fauteuils et canapés Stressless sont produits dans 7 usines en Norvège et commercialisés grâce à un réseau de filiales et de revendeurs agréés.
L'autre marque connue du groupe Ekornes est Svane pour les matelas.

## Production
Ekornes compte 7 fabriques en Norvège, dont la dernière fabrique des matelas depuis 2006 ,,.